# Esta Navidad
«Esta Navidad» es una canción de la orquesta de salsa Willie Colón & Héctor Lavoe. Pertenece al alabado álbum Asalto Navideño, Vol. 1,  y también aparece en varios álbumes recopilatorios con motivo navideño de Fania Records. 

## Generalidades
En Esta Navidad se dramatiza directamente el encuentro entre los puertorriqueños de la isla y los que se han establecido ya en los Estados Unidos: primero, condenando a aquellos jíbaros (campesinos puertorriqueños) que se fueron y ahora regresan con aires de superioridad y, luego, insistiendo en que ellos también tienen con qué aportar. Musicalmente, el tema comienza con la fuerte cadencia de la música jíbara, cuenta con un minuto completo de improvisación de Yomo Toro en el cuatro y termina con la conga e improvisaciones vocales de los coristas y voz principal (Lavoe).

## Personal
- Héctor Lavoe: Voz
- Willie Colón: Trombón y coros
- Yomo Toro: Cuatro
- Johnny Pacheco, Justo Betancourt: Arreglos, percusión y coros
- José Mangual Jr.: Bongóes
- "El Profesor" Joe Torres: Piano

- Datos: Q21751015